# Eduardo Vio
Eduardo Renato Vio Grossi (Valparaíso, 17 de noviembre de 1944-3 de diciembre de 2022) fue un abogado chileno, experto en Derecho internacional. Fue juez de la Corte Interamericana de Derechos Humanos (Corte IDH) entre los años 2010 y 2021.

## Familia y estudios
Nació en la comuna chilena de Valparaíso el 17 de noviembre de 1944, hijo de Francisco Vío Valdivieso y Olga Grossi Aninat, tiene diez hermanos, entre ellos Alejandro, de profesión ingeniero civil en minas, y quien fuera director nacional del Servicio Nacional de Geología y Minería (Sernageomin) bajo los gobiernos de los presidentes Michelle Bachelet y Sebastián Piñera entre 2007 y 2010. Realizó sus estudios primarios y secundarios en el Colegio de los Sagrados Corazones de Viña del Mar, salvo un curso que realizó en el Colegio de los Sagrados Corazones de Santiago.[cita requerida]
Continuó los superiores en la carrera de derecho de la Pontificia Universidad Católica de Valparaíso entre 1964 y 1969, titulándose como abogado en 1972. Dos años después, en la Universidad Pierre Mendès France, Grenoble II, Francia, realizó el diplomado en estudios superiores en derecho público y, en 1976, el doctorado en derecho público.

## Carrera
Fue miembro del equipo chileno de la Corte Permanente de Arbitraje (desde 1990), de la Lista de Conciliadores de la Convención de las Naciones Unidas sobre el Derecho del Mar (desde 1998) y de la Sociedad Chilena de Derecho Internacional (desde 1985), de la que fue su presidente. El 4 de junio de 2009 fue elegido juez de la Corte Interamericana de Derechos Humanos para el período 2010-2015, siendo el tercer chileno en ese cargo tras Cecilia Medina Quiroga y Máximo Pacheco Gómez. Fue confirmado en el cargo para el periodo 2016-2021.
Ejerció la docencia en distintas instituciones. Impartió la cátedra de Derecho Internacional Público en la Universidad Diego Portales (1991), la Universidad de Las Américas (2009) y la Academia Diplomática de Chile Andrés Bello (1996, 2009 y 2010) y la Pontificia Universidad Católica de Valparaíso.[cita requerida]. También fue profesor en la Escuela de Gobierno y Gestión Pública de la Universidad de Chile (1997) y en el Comité Jurídico Interamericano de la Organización de los Estados Americanos (1994).